# NGC 306
NGC 306 је расејано звездано јато у сазвежђу Тукан које се налази на NGC листи објеката дубоког неба.
Деклинација објекта је - 72° 14' 33" а ректасцензија 0h 54m 15,1s. Привидна величина (магнитуда) објекта NGC 306 износи 13,1 а фотографска магнитуда 12,5. NGC 306 је још познат и под ознакама ESO 29-SC23.